# Коновалов, Гавриил Акимович
Гавриил Акимович Коновалов (8 апреля 1905, Гуменки — 19 августа 1987, Москва) — советский военно-морской деятель, контр-адмирал.

## Биография
Родился в селе Гуменки, Скопинский уезд, в Рязанской губернии в русской семье. На службе в Красном флоте с 28 октября 1922, член РКП(б) с 1926. С октября 1922 по октябрь 1924 учился в ВМПУ, затем до сентября 1928 в ВМУ имени М. В. Фрунзе, с ноября 1932 по май 1936 командном факультете ВМА имени К. Е. Ворошилова. 
Корабельный курсант на крейсере «Коминтерн» и эсминце «Петровский» с мая по сентябрь 1928 на Черноморском флоте. Политрук роты объединённой школы УО МСЧМ до декабря 1928. Помощник (до января 1930), старший помощник (до января 1931), начальник параллельных курсов (до февраля 1932), начальник курса (до ноября 1932) ВМУ имени М. В. Фрунзе. 
Помощник командира эсминца «Шаумян» с мая по сентябрь 1936, лидера эсминцев «Харьков» до декабря 1936, временно исполняющий должность командира лидера «Москва» до мая 1937, «Харьков» до августа 1937, дублёр командира эсминца «Дзержинский» до октября 1937, начальник курсов ускоренной подготовки командного состава Черноморского флота до августа 1939, начальник 7-го отдела (комплектования рядовым и младшим начальствующим составом) штаба флота до мая 1940, исполняющий должность начальника отдела начальствующего состава до августа 1940, начальник 2-го (командного) отдела ОРСУ Черноморского флота с августа 1940. 
Всю Великую Отечественную войну был начальником отдела кадров офицерского состава Черноморского флота. С июня 1946 по март 1947 начальник, затем с апреля 1947 по июль 1952 заместитель начальника управления кадров ВМС СССР. При этом находился в распоряжении управления кадров флота с марта по апрель 1947 с июля по сентябрь 1952. Являлся начальником ВВМУЗ с сентября 1952 до февраля 1954, начальником ВВМГУ с февраля 1954 до декабря 1956. Специалист при начальнике ВСКОС (Высших специальных курсах офицерского состава), по совместительству специалист кафедры командиров кораблей ВСКОС ВМС Народно-освободительной армии Китая с января 1957 до января 1959. Находился в распоряжении главного штаба ВМФ с января по июль 1959. С июля 1959 в запасе по болезни.
Сын — Феликс Гаврилович Коновалов (род. 1933), офицер ВМФ СССР.

### Звания
- краснофлотец (1922);
- капитан 1-го ранга;
- контр-адмирал (11 мая 1949).

### Награды
- орден Ленина;
- три ордена Красного Знамени;
- орден Отечественной войны I степени;
- орден Красной Звезды;
- медаль «За оборону Севастополя»;
- медаль «За оборону Кавказа»;
- медаль «За победу над Германией в Великой Отечественной войне 1941–1945 гг.».

## Публикации
- Коновалов Г. А. Партийно-организационный центр повседневной идейно-воспитательной деятельности. Морской сборник, 1986. № 1. С. 12-17.
- Коновалов Г. А.  Должности соответствует (в сборнике «На земле, в небесах и на море» 6-й выпуск, Воениздат, 1984).